# TMH Polonia Bytom
Le TMH Polonia Bytom est un club de hockey sur glace de Bytom dans la voïvodie de Silésie en Pologne. Il évolue dans le Championnat de Pologne de hockey sur glace.

## Historique
Le club est créé en 1920 et la section hockey sur glace en 1946. Il a remporté l'Ekstraklasa à six reprises.

## Palmarès
- Vainqueur de l'Ekstraliga[1] : 1984, 1986, 1988, 1989, 1990, 1991.
- Vainqueur de la I liga : 1981, 2000, 2007.